# Тихонов, Денис Борисович
Денис Борисович Тихонов (род. 27 августа 1968 года) — российский биофизик, заместитель директора по науке Института эволюционной физиологии и биохимии имени И. М. Сеченова РАН, член-корреспондент РАН (2016).
Доктор биологических наук (2004), специалист в области молекулярной физиологии и фармакологии ионных каналов, автор 74 научных работ.
В 2016 году — избран членом-корреспондентом РАН.

## Научная деятельность
Основные научные результаты:
- исследованы механизмы блокады ионных каналов глутаматных рецепторов органическими катионами разной структуры, разработаны подходы, позволяющие в экспериментах in vitro получать характеристики действия блокаторов, адекватные физиологическим и патологическим условиям;
- исследованы структурные детерминанты блокады ионных каналов подтипов рецепторов глутамата и созданы модели этих каналов, при помощи которых ведётся направленный дизайн новых избирательных блокирующих соединений;
- исследованы механизмы действия и сайты связывания фармакологически значимых соединений, таких как тетродотоксин и его аналоги, мю-конотоксины, местные анестетики, батрахотоксин, вератридин и их аналоги, бензодиазипины, дигидропиридины и фенилалкиламины, в потенциал управляемых натриевых, калиевых и кальциевых каналах;
- открыто специфическое потенцирующее и ингибирующее действие гидрофобных моноаминов на протон-активируемые ионные каналы в ЦНС, показано, что гистамин является специфическим потенциатором одного из подтипов этих каналов.

Ведёт преподавательскую работу, читая лекции в Санкт-Петербургском государственном университете и в ИЭФБ им. И. М. Сеченова РАН.

## Общественная позиция
В феврале 2022 года подписал открытое письмо российских учёных и научных журналистов с осуждением вторжения России на Украину и призывом вывести российские войска с украинской территории.